# Mein Uropa, der Held
Mein Uropa, der Held ist ein amerikanischer Fernseh-Abenteuerfilm aus dem Jahr 1998.

## Handlung
Der in Beruf und Familienleben eher lustlos agierende George Piper hat nur eine wirkliche Leidenschaft: Die Tagebucheinträge seines Urgroßvaters Jeremiah Piper, der darin seine eigenen Heldentaten während des amerikanischen Bürgerkriegs beschreibt und die George sogar in seinem Hobbykeller nachspielt. George ist dermaßen von der Lektüre begeistert, dass ihm sogar des Öfteren der Geist seines Vorfahren begegnet. Der Geist von Jeremiah warnt George eines Tages, etwas gegen die desolate Situation in dessen Familienleben zu unternehmen, bevor es zu spät sein und die Familie auseinanderbrechen würde. So entscheidet sich George, mitsamt seiner Frau Bess und den Kindern Josh und Rachel in einem Wohnmobil auf Urlaubsreise zu gehen und dabei gleichzeitig die historischen Spuren seines Urgroßvaters zu erkunden.
Die Reise erweist sich als mit Missgeschicken und Katastrophen gespickt, wobei die Zwistigkeiten der Familienmitglieder miteinander mitunter offen zu Tage treten. Schließlich stellt sich bei der Ankunft am Ziel der Reise, dem „Cripple-Creek“-Schlachtfeld, heraus, dass Jeremiah Piper in Wirklichkeit ein Feigling und seine Tagebuchgeschichten alle fiktiv gewesen waren. Doch die Enttäuschung über sein bisheriges Idol hat auch sein Gutes für George Piper, der dadurch erkennt, was ihm wirklich wichtig in seinem Leben ist: nämlich seine Familie. Schließlich gewinnt er deren Vertrauen und Zuneigung wieder und die Familienmitglieder sind sich nach längerer Zeit durch die Reise wieder näher gekommen.

## Kritiken
Das Lexikon des internationalen Films befand, Mein Uropa, der Held sei ein „[t]urbulenter Abenteuerfilm mit humorvollen Einfällen […]“.
TV Today bewertete den Film als „geht so“ und urteilte schlicht: „Albern“.